# Czistowo
Czistowo (bułg. Чистово) – wieś w Bułgarii, w obwodzie Wielkie Tyrnowo, w gminie Złatarica. W 2024 roku liczyła 7 mieszkańców.